# Морозова, Татьяна Васильевна (актриса)
Татья́на Васи́льевна Моро́зова (род. 24 сентября 1983, Уфа, Башкирская АССР, СССР) — российская актриса театра и кино, художница, педагог, телеведущая, участница комедийного шоу «Comedy Woman» (2008—2020).

## Биография
Татьяна Морозова родилась в Уфе 24 сентября 1983 года. Училась в школах в № 70 и № 37. После окончания школы поступила на художественно-графический факультет Башкирского государственного педагогического университета.
На первом курсе впервые вышла на сцену, участвовала в конкурсе капустников между факультетами. На этом конкурсе её заметили и пригласили в университетскую команду КВН. Татьяна Морозова выступала за уфимскую команду «Настоящая сборная» и команду «Вдребезги» из Минска. Большую популярность приобрела, играя за челябинскую команду КВН «Лица уральской национальности (ЛУНа)». В 2006 году окончила Башкирский государственный педагогический университет по специальности «учитель рисования, черчения и начертательной геометрии».
С 2008 года по приглашению Натальи Еприкян участвовала в проекте «Comedy Woman» на телеканале ТНТ, для чего ей пришлось переехать в Москву. Амплуа Татьяны Морозовой в шоу — «простая русская баба». С осени 2012 до весны 2013 года и с зимы 2017 до осени 2018 не принимала участие в проекте по причине декретных отпусков.
С апреля 2019 года по декабрь 2020 года — ведущая проекта «#Яжемать» вместе с Марией Горбань и Айзой Анохиной на телеканале «Супер».
С сентября 2021 года — ведущая программы «Самый вкусный день» на канале «ТВ Центр».

## Личная жизнь
17 июля 2009 года вышла замуж за бизнесмена Павла Титорова. Первое время семья жила в доме родителей мужа в подмосковном Подольске, но вскоре они переехали в новую квартиру неподалёку от дома.
19 февраля 2013 года у них родилась дочь София.

## Фильмография
| Год  |    | Название                | Роль                    |
| ---- | -- | ----------------------- | ----------------------- |
| 2008 | ф  | Очень русский детектив  | секретарша шефа полиции |
| 2009 | с  | Универ                  | эпизодическая роль      |
| 2011 | ф  | Правила маскарада       | Полина                  |
| 2011 | ф  | Самый лучший фильм 3-ДЭ | Эпизод                  |
| 2020 | мс | Кошечки-Собачки         | Нонна, мать Мии и Дэна  |
| 2021 | ф  | Родные                  | Антонина Михайловна     |